# Aerokuzbass
La Aerokuzbass (in russo: А́эрокузба́сс) o Aerokuzneck (in russo: А́эрокузне́цк) è una compagnia aerea russa siberiana. La compagnia ha sede e gestisce l'aeroporto di Novokuzneck.
La divisione della compagnia sovietica Aeroflot-Novokuzneck è stata presa in gestione dal governo di Novokuzneck diventando la compagnia aerea  Aerokuzbass.

## Strategia
L'Aerokuzbass ha un'importante attività di voli charter stagionali, di voli d'emergenza sanitaria e di sorveglianza del territorio del sud dell'oblast' di Kemerovo.

Nel 2007 l'Aerokuzbass ha trasportato 0,9 000 passeggeri sui voli effettuati dalla flotta degli elicotteri Mil Mi-8.

## Storia

### Anni cinquanta
L'impresa dell'Aviazione Civile di Novokuzneck è stata fondata il 17 agosto 1952 in seguito di unione di alcuni aerei ed elicotteri delle imprese di Novokuzneck. I velivoli sono stati uniti sotto la designazione di Flotta Aerea Civile della Siberia sud-occidentale. Il primo aeroporto della nuova compagnia aerea statale era Abagur e come primo direttore è stato nominato un pilota Michail Murav'ёv.
I primi velivoli impiegati dalla compagnia aerea di Novokuzneck furono i Polikarpov Po-2, aerei multiruolo dalla configurazione alare biplana. A gennaio del 1953 la compagnia aerea ricevette il primo aereo Antonov An-2. Dal 1954 al 1967 Azienda Aerea Statale di Novokuzneck operava gli aerei sovietici di due tipi: Yakovlev Yak-12, Antonov An-2 ed anche gli elicotteri: Kamov Ka-15, Mil Mi-1, Mil Mi-4.
Nel marzo 1954 è stata fondata la 184ª Divisione della Aviazione Civile da tutte le imprese aeree nella regione di Novokuzneck.
Il 18 gennaio 1955 Aleksandr Sofronov è diventato il direttore della nuova struttura della Aviazione Civile di Novokuzneck.
Alla fine del 1956 il numero del personale della compagnia aerea della Siberia sud-occidentale è aumentato fino a 172 persone.
Dal 1957 sono state istituiti voli di linea verso gli aeroporti di Novosibirsk, Kemerovo e Tomsk.

### Anni sessanta
Dal 1960 la compagnia aerea partecipava nei trasporti delle persone per i nuovi giacimenti del petrolio e del gas naturale nell'Oblast' di Tyumen e nell'Oblast' di Tomsk.
Nell'aprile 1964 il 184ª Divisione della Aviazione Civile si trasferì nelle strutture dell'aeroporto di Bunghur. Dall'11 giugno 1965 al 9 ottobre 1967 il direttore della compagnia aerea è stato Michail Mamaev, dall'ottobre 1967 al 16 dicembre 1971 il direttore è stato Ryžakov Nicolai.

### Anni settanta
Negli anni settanta gli aerei Antonov An-2 dell'Impresa Aerea di Novokuzneck operavano nell'Oblast' di Kemerovo, Uzbekistan, Kazakistan.
Il nuovo Aeroporto di Novokuzneck-Spičenkovo venne aperto ufficialmente nel 1968. Il nuovo hub della Siberia sud-occidentale iniziò ad operare con i velivoli sovietici di nuova generazione come gli Antonov An-24, Ilyushin Il-14, Ilyushin Il-18 e gli elicotteri Mil Mi-2, Mil Mi-4, Mil Mi-8, possibile grazie alla nuova pista in cemento, riuscendo a permettere il transito di 200 passeggeri all'ora con voli in tutto l'arco delle 24 ore; inoltre erano presenti tutte le infrastrutture necessarie per la manutenzione dei velivoli.
Negli anni settanta vennero aperte nuove rotte per voli di linea con destinazione Mosca, Chabarovsk, Soči-Adler con gli aerei Ilyushin Il-18. Dal 1971 al 20 settembre 1981 Meleti Terezglo assunse il ruolo di direttore della compagnia aerea.

### Anni ottanta
Dal 21 settembre 1981 al 26 febbraio 1998 vi fu un nuovo avvicendamento nella direzione della compagnia Aerokuzbass, con il nuovo ruolo assunto da Boris Kalintsev. Nel 1985 venne inaugurata la seconda pista del aeroporto lunga 2 680 m consentendo al primo Tupolev Tu-154 di atterrare a Novokuzneck. Nel 1986 è stato aperto il nuovo Terminal, ampliato con le strutture dedicate alla manutenzione degli aerei ed i servizi per la compagnia aerea.

### Anni novanta
Nel 1990 è stato effettuato il primo volo di linea Novokuzneck - Mosca-Domodedovo con il Tupolev Tu-154 dell'Aerokuzbass. Nel 1993 la flotta della compagnia aerea di Novokuzneck includeva 3 Tupolev Tu-154M e 6 Tupolev Tu-154B-2, 6 Antonov An-24, 5 Antonov An-26, 10 elicotteri Mil Mi-8, 10 elicotteri Mil Mi-2.
Fino al 1998 la compagnia aerea effettuava i voli nazionali ed internazionali. Il 26 febbraio 1998 la Corte Supreme dell'Oblast' di Kemerovo in seguito alla sentenza di bancarotta ha designato come direttore straordinario della compagnia aerea Viktor Belozerov. Il 25 agosto 1999 venne istituita la compagnia aerea nuova Aerokuzbass che includeva il complesso aeroportuale di Novokuzneck più la flotta degli aerei ed elicotteri.

### Anni duemila
Il 12 novembre 2001 Aerokuzbass S.p.a. è diventata Aerokuzbass S.r.l. che gestisce anche l'Aeroporto di Novokuzneck.

## Flotta

### Aerei
- 2 Tupolev Tu-154M (RA-85747, RA-85749)

Gli aerei dell'Aerokuzbass sono stati cessati in leasing in Africa, Asia, Medio Oriente.

### Elicotteri
- 4 Mil Mi-8T  (RA-22725, RA-24430, RA-24530, RA-24684)

## Flotta storica
La flotta dell'Aerokuzbass fino al 2004 includeva anche gli aerei Antonov An-24RV, Antonov An-26, Tupolev Tu-154B-1 (RA-85289, RA-85626), Tupolev Tu-154B-2 (RA-85351) e gli elicotteri Mil Mi-2.

## Accordi commerciali
- Alrosa Mirnyj Air Enterprise
- Atlant-Sojuz
- Iran Air Tours
- Jamal Airlines
- Kavminvodyavia
- S7 Airlines
- Ural Airlines
- Vladivostok Avia
- Zapoljar'e Aviakompanija